# Црква Светог Арханђела Гаврила у Прогару
Црква Светог Арханђела Гаврила у Прогару, насељеном месту на територији градске општине Сурчин, подигнута је 1789. године. Представља непокретно културно добро као споменик културе.

## Архитектура цркве
Црква у Прогару је посвећена Светом Арханђелу Гаврилу, саграђена је на месту старијег храма из прве половине 18. века. Грађена је у духу класицизма са елементима барока, као једнобродна грађевина с полукружном апсидом на источном и припратом на западном делу, изнад које је црквени хор и двоспратни звоник.
На њеној изградњи радио је Маурицијус Рабл, зидарски мајстор из Земуна, касније ангажован на изградњи Саборне цркве у Београду. У току Другог светског рата била је минирана и дигнута у ваздух од стране Немаца у знак одмазде и том приликом била озбиљно оштећена, када је уништен и класицистички конципиран иконостас са иконама. Од појединачних икона сачуване су само две из прве половине 19. века. Фреска из 1911. године, рад Васе Поморишца, знатно је оштећена.
Санација и реконструкција цркве предузета је 1970. године.